# Округ Альт Самбор
Округ Альт Самбор (нем. Bezirk Alt-Sambor, Старосамборский уезд, пол. Powiat starosamborski) — административная единица коронной земли Королевства Галиции и Лодомерии в составе Австро-Венгрии. Административный центр — Альт-Самбор (ныне Старый Самбор, Львовская область).
В течение 1915 года уезд входил в состав Перемышльской губернии, образованной на занятой русскими войсками территории Австро-Венгрии.
После Первой мировой войны округ вместе со всей Галицией отошёл к Польше.